# Heteralonia phaeoptera
Heteralonia phaeoptera är en tvåvingeart som först beskrevs av Christian Rudolph Wilhelm Wiedemann 1820.  Heteralonia phaeoptera ingår i släktet Heteralonia och familjen svävflugor. Inga underarter finns listade i Catalogue of Life.